# Botár
A Botár magyar eredetű férfinév, eredete ismeretlen, talán a  bot szó származéka.

## Gyakorisága
Az 1990-es években szórványos név, a 2000-es években nem szerepel a 100 leggyakoribb férfinév között.

## Névnapok
- január 27.[2]